# Orwell (Серія ігор)
«Orwell» — серія епізодичних відеоігор в жанрі симуляторів від німецького стороннього розробника Osmotic Studios, де гравець бере на себе роль державного оперативника, ціль якого відстежувати джерела загроз для національної безпеки. Гра названа на честь Джорджа Орвелла, автора антиутопічного роману «1984», посилання на які можна зустріти в грі.
Перша гра з цієї серії, Названа Keeping an Eye on You (з англ. — «Спостерігаючи за тобою»), була випущена у вигляді щотижневого серіалу з п'яти частин, що стартував 20 жовтня 2016 року, для комп'ютерів під управлінням Windows.
Вихід другої частини гри, під назвою Ignorance is Strength (з англ. — «Незнання — сила»), було анонсовано в серпні 2017 року. Загальний тон гри, що вийшла в 2018 році, став похмурішим, а введення часу доби змушує вибирати, коли проводить розслідування з найменшим ризиком виявлення.

## Ігровий процес
Дія гри Orwell відбувається в країні під назвою «Нація» (англ. Nation), на чолі з сучасним авторитарним урядом, відомим як «Партія» (англ. The Party) в столиці Бонтон (англ. Bonton). У 2012 році Партія прийняла закон про безпеку, що розширює можливості уряду шпигувати за своїми громадянами в ім'я національної безпеки. В рамках законопроєкту міністерства безпеки, на чолі з секретарем безпеки Кетрін Делакруа (англ. Catherine Delacroix), ввело в дію приховану систему спостереження під кодовою назвою «Деміург» (англ. Demiurge (згодом перейменовану в Orwell).
Orwell дозволяє розслідувати приватну інформацію людей, що представляють інтерес, але не дає жодній людині повний доступ. Замість цього операція Orwell управляється двома групами. «Слідчі» (англ. Investigators), особи за межами «Нації», що працюють на уряд, здійснюють пошук через цільових людей і завантажують цікаві для них елементи (представлені як «сховища даних»). А також «Радники» (англ. Advisors), люди всередині «Нації», які використовують отримані елементи даних для розслідування подій та рекомендації дій влади.
Гравці виконують роль «слідчого» надсекретної урядової служби при Orwell, яка займається маніпуляцією фактами в соцмережах та інших джерелах інформації.
Гравці повинні робити вибір між служінням своїй країні і допомогою її громадянам, використовуючи різні методи для досягнення своїх цілей.